# Lonchura tristissima
Il passero triste (Lonchura tristissima Wallace, 1865) è un uccello passeriforme della famiglia degli Estrildidi.

## Descrizione

### Dimensioni
Misura circa 10–11 cm di lunghezza, coda compresa.

### Aspetto
L'aspetto è quello tipico delle munie, con corpo robusto e becco corto e tozzo, di forma conica.

La colorazione è di un bruno scuro uniforme con tonalità violacee su tutto il corpo, con tendenza a scurirsi fino a divenire bruno-nerastro su coda, ali e fianchi, mentre il codione e le penne delle zampe appaiono di colore bruno-dorato: le penne della testa sono anch'esse leggermente picchiettate di questo colore. Il becco è grigio-bluastro, le zampe sono di colore carnicino-grigiastro, gli occhi sono di colore bruno scuro.

## Biologia
Si tratta di uccelli diurni, che vivono in coppie o piccoli gruppi familiari e passano la maggior parte del giorno al suolo alla ricerca di cibo, cercando riparo nel folto della vegetazione col sopraggiungere dell'oscurità. Il passero triste è un uccello estremamente schivo e riservato, che in caso di pericolo tende a nascondersi silenziosamente nell'erba alta, attendendo immobile che la fonte di disturbo cessi.

### Alimentazione
Si tratta di uccelli essenzialmente granivori, che possono integrare la propria dieta a base di piccoli semi con bacche, germogli, frutta ed insetti: soprattutto gli esemplari dell'isola di Karkar appaiono maggiormente orientati verso una dieta insettivora, probabilmente grazie all'assenza locale di competizione in questo con gli uccelli del genere Cisticola coi quali la specie condivide la stragrande maggioranza del proprio areale.

### Riproduzione
Il maschio corteggia la femmina arruffando le penne del capo, "inchinandosi" continuamente in avanti e seguendo percorsi zigzaganti attorno ad essa, accompagnando il tutto col proprio canto: se la femmina è pronta all'accoppiamento, lo segnala accovacciandosi e spostando lateralmente la coda.
Il nido ha una forma sferica, misura circa 10 cm di diametro e viene costruito da entrambi i partner intrecciando rametti e steli d'erba nel folto della vegetazione, a qualche metro dal suolo. Non è ancora stata osservata la riproduzione di questi uccelli, tuttavia si ritiene che essa non differisca per modalità e tempistica da quella delle altre specie del genere Lonchura.

## Distribuzione e habitat
Il passero triste è endemico della Nuova Guinea, della quale abita l'intera fascia costiera (ad eccezione della porzione orientale dell'appendice sud-orientale dell'isola e dalla penisola di Bomberai), mentre tende ad evitare le aree montuose centrali. Questo uccello è stato inoltre segnalato anche sull'isola di Saibai, nello stretto di Torres, facente parte politicamente dello Stato australiano del Queensland.
Questo uccello abita le aree aperte sul limitare della foresta pluviale o le zone boschive con presenza di radure erbose più o meno estese, solitamente nei pressi di fonti d'acqua dolce permanenti: nella porzione settentrionale dell'areale occupato da questa specie, si spinge fin nei centri abitati, colonizzando giardini e parchi. Sebbene tenda ad eleggere a propria dimora le aree costiere, si ha notizia di esemplari appartenenti a questa specie ritrovati fino a 1700 m d'altezza sull'isola di Karkar.

## Tassonomia
Se ne riconoscono tre sottospecie:
- Lonchura tristissima tristissima, la sottospecie nominale, diffusa in Irian Jaya;
- Lonchura tristissima calaminoros Reichenow, 1916, diffusa in Nuova Guinea settentrionale;
- Lonchura tristissima hypomelaena Stresemann & Paludan, 1934, diffusa in Papua Nuova Guinea;

In passato, anche il passero maculato veniva classificato come sottospecie di questo uccello col nome di Lonchura tristissima leucosticta, mentre attualmente si tende a classificare questi uccelli come specie a sé stante.